# Leif Rohlin
Leif Johan Rohlin (* 26. Februar 1968 in Västerås) ist ein ehemaliger schwedischer Eishockeyspieler, der in seiner aktiven Zeit von 1986 bis 2003 unter anderem für die Vancouver Canucks in der National Hockey League gespielt hat.

## Karriere
Leif Rohlin begann seine Karriere als Eishockeyspieler in seiner Heimatstadt beim VIK Västerås HK, für dessen Profimannschaft er in der Saison 1986/87 sein Debüt in der zweitklassigen Division 1 gab. Im folgenden Spieljahr gelang dem Verteidiger mit seiner Mannschaft der Aufstieg in die Elitserien, ehe er beim NHL Entry Draft 1988 in der zweiten Runde als insgesamt 33. Spieler von den Vancouver Canucks ausgewählt wurde. Zunächst blieb er jedoch bei seinem schwedischen Verein, für den er sieben Jahre lang in der Elitserien spielte. Im Sommer 1995 beorderten ihn die Canucks nach Nordamerika und Rohlin gab während der Saison 1995/96 sein Debüt in der National Hockey League. In seinem Rookiejahr erreichte er in insgesamt 61 Spielen 22 Scorerpunkte, darunter sechs Tore. 
Nachdem Rohlin in der Saison 1996/97 nur noch 40 Mal im NHL-Team der Kanadier eingesetzt worden war, kehrte er nach Europa zurück, wo er ein Vertragsangebot des HC Ambrì-Piotta aus der Schweizer Nationalliga A annahm. Mit den Eidgenossen gewann er in der Folgezeit in den Jahren 1998 und 1999 jeweils den IIHF Continental Cup, wobei er während des Turniers 1999 als bester Verteidiger ausgezeichnet wurde. Nach vier Jahren im europäischen Ausland wechselte der Olympiasieger von 1994 zur Saison 2001/02 zum Djurgårdens IF aus seiner schwedischen Heimat, welchen er nach der Spielzeit wieder verließ. Seine Laufbahn beendete er bei deren Ligarivalen aus der Elitserien, Södertälje SK, im Anschluss an die Saison 2002/03. 

### International
Für Schweden nahm Rohlin an der U20-Junioren-Weltmeisterschaft 1988 sowie den Weltmeisterschaften 1995 und 2001 teil. Des Weiteren stand er im Aufgebot Schwedens bei den Olympischen Winterspielen 1994 in Lillehammer und dem World Cup of Hockey 1996.

## Erfolge und Auszeichnungen
- 1988 Aufstieg in die Elitserien mit VIK Västerås HK
- 1998 Gewinn des IIHF Continental Cup mit dem HC Ambrì-Piotta
- 1999 Gewinn des IIHF Continental Cup mit dem HC Ambrì-Piotta
- 1999 Bester Verteidiger des IIHF Continental Cup

### International
- 1994 Goldmedaille bei den Olympischen Winterspielen
- 1995 Silbermedaille bei der Weltmeisterschaft
- 2001 Bronzemedaille bei der Weltmeisterschaft